# Tameshkol
Tameshkol (persiska: تمشكل) är en ort i Iran.   Den ligger i provinsen Mazandaran, i den norra delen av landet, 120 km norr om huvudstaden Teheran. Tameshkol ligger 10 meter över havet och antalet invånare är 610.
Terrängen runt Tameshkol är varierad. Runt Tameshkol är det ganska tätbefolkat, med 116 invånare per kvadratkilometer. Närmaste större samhälle är Tonekābon, 15,5 km nordväst om Tameshkol. I omgivningarna runt Tameshkol växer i huvudsak blandskog.